# Habronattus schlingeri
Habronattus schlingeri là một loài nhện trong họ Salticidae.
Loài này thuộc chi Habronattus. Habronattus schlingeri được Griswold miêu tả năm 1979.